# 梅木良則
梅木 良則（うめき よしのり、男性、1975年7月12日 - ）は、日本の格闘技レフェリー。千葉県出身。P'sLAB東京所属。千葉義則、梅木よしのりとも表記される。
総合格闘技団体「パンクラス」所属の公認レフェリーであり、パンクラス公認ジム「P'sLAB東京」のメインインストラクターを務めている。

## 来歴
1993年、第1回パンクラス入門テストに合格、1994年に練習生としてパンクラスに入門。近藤有己や渋谷修身が同期。
1995年、練習中の事故で頭部を怪我しプロデビューを断念。事故は頭を打った直後にひきつけが起きるほど大きなものだった（その際、ひきつけに因って舌を噛み切らないよう梅木の口にワリバシを噛ませたのは山田学である）。
事故後は、レフェリー、インストラクターとしての道を歩み、1996年7月22日、パンクラスの渋谷修身 vs. 金宗王戦でレフェリーデビュー。
レフェリーとしてはパンクラスの他にもHERO'S、DEEP、ZST、全日本キックボクシング連盟、新日本プロレス ULTIMATE CRUSH、Love Impact、クロスセクションなどの大会でレフェリングを行うことも多く、梅木が裁いた試合は数多い。
ウェイト、体づくりにも実績を残し、体づくりについての著書も出版している。ブラジリアン柔術青帯も保持している。
2004年7月4日、ZST「BATTLE HAZARD 01」のジェネシスバウト（前座試合）第1試合で、グラップリングルールの試合に選手として出場、格闘技のドクターを務めている綱川"DOCTOR"慎一郎と対戦し、ヒールホールドで一本勝ちを収めた。
2006年12月31日、K-1 PREMIUM 2006 Dynamite!!の桜庭和志対秋山成勲戦でレフリーを務めたが、秋山のボディチェック、グローブチェックを怠り、また試合後には秋山に買収されたと受け取られかねないブログを書き、騒動が起きると削除するといった問題を起こした。のち主催者は一連の問題を認め、秋山を無期限出場停止（事実上の永久追放）処分、梅木にはギャランティの50％没収と、6ヵ月間の職務停止処分が言い渡された。
2007年10月7日、ZST.14でライブドアの格闘技ライター川頭広卓とZST RXルール（レガース着用、ダウン&エスケープ有り、と旧UWF系のルール）で対戦。ギロチンチョークでエスケープを奪うと、ヒールホールドで一本勝ち。また、「自分は船木チルドレン」と語り、鍛え抜かれたハイブリッドボディを披露した。
2008年3月5日に旗揚げした戦極の審判部長に就任。
2009年12月29日、Dynamite!! 〜勇気のチカラ2009〜の記者会見で千葉義則と改名することが発表された。
2012年6月1日、パンクラスとDEEPのアマチュア部門が統合した、JML(JAPAN MMA LICENSE)の統括マネージャーに就任。

## 戦績

### 総合格闘技
| 総合格闘技 戦績 | 総合格闘技 戦績 | 総合格闘技 戦績 | 総合格闘技 戦績 | 総合格闘技 戦績 | 総合格闘技 戦績 | 総合格闘技 戦績 |
| --------------- | --------------- | --------------- | --------------- | --------------- | --------------- | --------------- |
| 1 試合          | (T)KO           | 一本            | 判定            | その他          | 引き分け        | 無効試合        |
| 1 勝            | 0               | 1               | 0               | 0               | 0               | 0               |
| 0 敗            | 0               | 0               | 0               | 0               | 0               | 0               |

| 勝敗 | 対戦相手 | 試合結果               | 大会名 | 開催年月日    |
| ○    | 川頭広卓 | 1R 4:12 ヒールホールド | ZST.14 | 2007年10月7日 |

### グラップリング
| 勝敗 | 対戦相手           | 試合結果               | 大会名               | 開催年月日   |
| ○    | 綱川"DOCTOR"慎一郎 | 1R 1:31 ヒールホールド | ZST BATTLE HAZARD 01 | 2004年7月4日 |

## 著書
- 『格闘技ボディをつくる 〜パーツ別トレーニング〜』 池田書店、2004年、ISBN 4262162370